# 趙彥章
趙彥章（1515年—？），字徵甫，直隸真定府定州人，民籍，明朝政治人物。

## 生平
嘉靖二十二年（1543年）癸卯科順天府鄉試第一百三十二名舉人。嘉靖二十三年（1544年）中式甲辰科會試第一百三十五名，登第三甲第一百七十三名進士。授大理寺評事。

## 家族
曾祖趙膩；祖父趙剛；父趙銳，母史氏。重庆下。兄彦文。弟彦武。